# Les Jeux de la nuit
Pour plus de détails, voir Fiche technique et Distribution.
Les Jeux de la nuit (Noite Vazia)  est un film brésilien réalisé par Walter Hugo Khouri et sorti en 1964.
Il a été présenté en compétition au Festival de Cannes 1965. En novembre 2015, le film est inclus dans la liste établie par l'Association brésilienne des critiques de cinéma (Abraccine) des 100 meilleurs films brésiliens de tous les temps.

## Fiche technique
- Titre : Les Jeux de la nuit
- Titre original Noite Vazia
- Titre anglais : Men and Woman
- Titre alternatif : Les Célibataires[3]
- Réalisation : Walter Hugo Khouri
- Scénario : Walter Hugo Khouri
- Musique : Rogério Duprat
- Photographie : Rudolf Icsey
- Montage : Mauro Alice
- Durée : 93 minutes
- Production : Kamera Filmes, Vera Cruz Filmes
- Date de sortie : 28 septembre 1964

## Distribution
- Norma Bengell : Mara
- Odete Lara : Regina
- Mário Benvenutti : Luisinho
- Gabriele Tinti : Nelson
- Lisa Negri

## Accueil
Pierre Billard dans L'Express qualifie le film de « lugubre, pénible même, mais avec une sorte d'honnêteté clinique qui mérite d'être signalée ».